# Ретимнийская и Авлопотамская митрополия
Рефи́мнийская и Авлопота́мская митропо́лия (греч. Μητρόπολη Ρεθύμνης και Αυλοποτάμου) — епархия полуавтономной Критской православной церкви в составе Константинопольского патриархата на территории севера нома Ретимнон.

## История
В 1646 году была восстановлена Агрионская епархия, при этом её центр был расположен в городе Ретимнон. Между 1659 и 1671 годами епархия была переименована в Рефимнискую.
В 1838 году произошло объединение Рефимнийской и Авлопотамской епархий.
В 1932 году к епархии была присоединена территория Лампийской епархии, а епархия стала именоваться Рефимнийской, но в 1935 году нововведения были отменены.
25 сентября 1962 года возведена в ранг митрополии.

## Епископы
- Кирилл (упом. 451)
- Феодор (упом. 787)
- Василий (упом. 1260)
- Александр (1322—1324)
- Макарий (1671—1680)
- Филофей (до 1683)
- Афанасий I (упом. 1731)
- Даниил (до 1719—1723)
- Анфим I (упом. 1731)
- Герасим I (до 1777 — после 1789)
- Герасим II (Пердикарис-Контогианнакис) (1796—1822)
- Иоанникий (Лазаридис-Лазаропулос) (1827 — 21 августа 1838)
- Каллиник (Николетакис)[пол.] (осень 1838 — 2 августа 1868)
- Иларион (Кацулис) (10 мая 1869 — январь 1881)
- Дионисий (Кастринояннакис) (8 марта 1881 — 20 декабря 1882)
- Иерофей (Праудакис-Брагудакис) (20 декабря 1882 — 11 марта 1896)
- Дионисий (Кастринояннакис) (11 марта 1896 — 12 июня 1910)
- Хрисанф (Цепетакис) (28 октября 1910 — 14 октября 1915)
- Тимофей (Вениерис) (28 марта 1916 — 22 июля 1933)
- Афанасий (Апостолакис) (16 февраля 1936 — 1 апреля 1968)
- Тит (Силлигардакис) (17 мая 1970 — 11 сентября 1987)
- Феодор (Цедакис) (6 октября 1987 — 27 февраля 1996)
- Анфим (Сирианос) (2 ноября 1996 — 15 августа 2010)
- Евгений (Антонопулос) (9 сентября 2010 — 11 января 2022)
- Продром (Ксенакис) (с 18 февраля 2022)